# Boeing 747-300
El Boeing 747-300 es el tercer modelo del Boeing 747. Entró en servicio el 23 de marzo de 1983 con Swissair. La característica más notable entre el 747-300 y su predecesor, era que la cubierta superior fue extendida, era 7,11 metros más larga. Posteriormente Boeing ofrecería a las aerolíneas la extensión de la cubierta superior a sus 747-100 y 747-200. Solo KLM, UTA y Japan Airlines aplicaron este cambio a sus Boeing 747.
Se le podían aplicar los motores Pratt & Whitney JT9D, General Electric CF6 o Rolls-Royce RB211.
Se construyeron 81 unidades. Actualmente solo 1 aerolínea lo opera siendo esta la Bielorrusa TransAVIAexport, que opera esta aeronave en su versión carguera.

## Historia
Tras el éxito de los Boeing 747-100 y los Boeing 747-200, Boeing introdujo al Boeing 747-300, con una capacidad máxima de 660 pasajeros (solo con Economy), y una cubierta superior mayor, 7,11 metros más larga que la de los modelos anteriores del Jumbo Jet. Swissair realizó el primer pedido de este modelo, el 11 de junio de 1980. Realizó su primer vuelo de pruebas el 5 de octubre de 1982. La primera entrega fue para Swissair y HB-IGC realizó su primer vuelo comercial el 23 de marzo de 1983. Las aerolíneas como Cathay Pacific, Qantas, PIA, JAL, Singapore Airlines, Iberia o Corsair empezaron a realizar pedidos. Boeing ofreció a las aerolíneas que cambiaran la cubierta superior de sus Boeing 747-100 y Boeing 747-200, tenían que hacerla 7,11 metros mayor, cambiar las escaleras de caracol por unas rectas y aumentar la capacidad de asientos de la aeronave. A muchas aerolíneas no le interesaban ese cambio, pero otras como KLM o JAL realizaron esa modificación a los Jumbos de sus flotas. Esta modificación no estuvo disponible para los Boeing 747SP. Tras la llegada de los Boeing 747-400, con winglets, mayor eficacia en el gasto de combustible y otras nuevas tecnologías en 1989, provocaron que las aerolíneas como Qantas o Iberia empezaran a retirar a sus Boeing 747-300 para sustituirlos por Boeing 747-400.  La última unidad fue entregada a Sabena en 1990 y la producción de la aeronave se detuvo. Qantas realizó el último vuelo con un Boeing 747-300 en 2008. Iberia lo retiró en 2005. Pero otras aerolíneas como PIA o Mahan Air siguieron con el Boeing 747-300 hasta mucho después. PIA lo retiró en 2015 y Mahan Air en 2022.

## Variantes
El boeing 747-300 tiene 2 variantes:

### Boeing 747-300M Combi
Introducido en 1986, el Boeing 747-300M o Combi tiene un gran puerta de carga instalada en la parte posterior del fuselaje para la carga de carga a la bodega de carga de la cubierta principal de popa. Una partición cerrada separa el área de carga de la cabina de pasajeros delantera. También cuenta con protección contra incendios adicional, un piso de cubierta principal reforzado, un sistema de cinta transportadora de rodillos y equipo de conversión de pasajeros a carga.

### Boeing 747-300SR

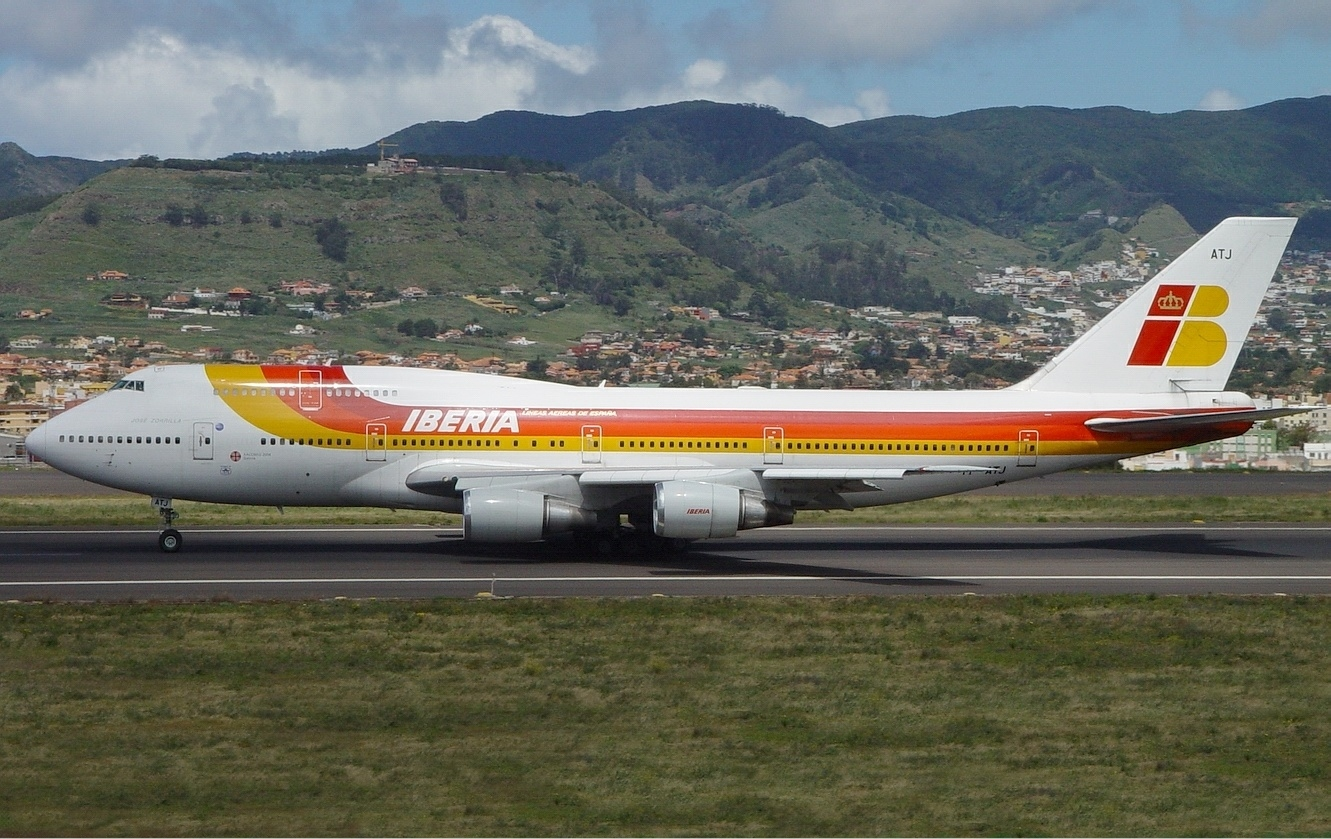
Boeing 747-300 de Iberia.

El Boeing 747-300SR fue introducido en 1983, posee mayor capacidad de pasajeros y menos combustible. Fue diseñado para realizar rutas cortas para el mercado doméstico japonés. Se le aplicó un tren de aterrizaje más fuerte para poder soportar los frecuentes despegues y aterrizajes. El apoyo estructural adicional fue construido además en las alas y el fuselaje, junto con una reducción del 20 por ciento en capacidad de combustible.

## Operadores Actuales
1. Conviasa Cargo (1)
2. Mahan Air (1)[1]

### Antiguos Operadores

#### África
Argelia
- Air Algérie (2)[2]

 Egipto
- Egyptair (2)[3]

 Namibia
- Air Namibia (1)[4]

 Nigeria
- Max Air (4)[5]
- Med-View Airline (1)[6]

 Sudáfrica
- South African Airways (6)[7]

#### América
Estados Unidos
- Southern Air (3)[8]
- Atlas Air (3)[9]
- Polar Air Cargo (2)[10]
- Kalitta Air (1)[11]

 Bolivia
- Aerosur (1)

 Surinam
- Surinam Airways (1)[12]

#### Asia
Arabia Saudita
- Saudia (19)[13]

 Bangladés
- Biman Bangladesh Airlines (1)[14]

 Corea del Sur
- Korean Air (3)[15]

 Hong Kong
- Cathay Pacific (6)[16]

 India
- Air India (3)[17]

 Indonesia
- Garuda Indonesia (11)[18]

 Israel
- El Al (1)[19]

 Japón
- Japan Airlines (16)[20]

 Malasia
- Malaysia Airlines (1)[21]

 Pakistán
- Pakistan International Airlines (6)[22]

 Singapur
- Singapore Airlines (14)[23]

 Tailandia
- Orient Thai Airlines (7)[24]
- Thai Airways (2)[25]

#### Europa
España
- Iberia (3)[26]

 Francia
- Corsairfly (6)[27]
- Air France (2)[28]

 Islandia
- Air Atlanta Icelandic (11)[29]

 Países Bajos
- KLM (3)[30]

 Rusia
- AirBridge Cargo (1)[31]

#### Oceanía
Australia
- Qantas (6)[32]

## Accidentes e incidentes
El Boeing 747-300 ha sufrido un único accidente grave:

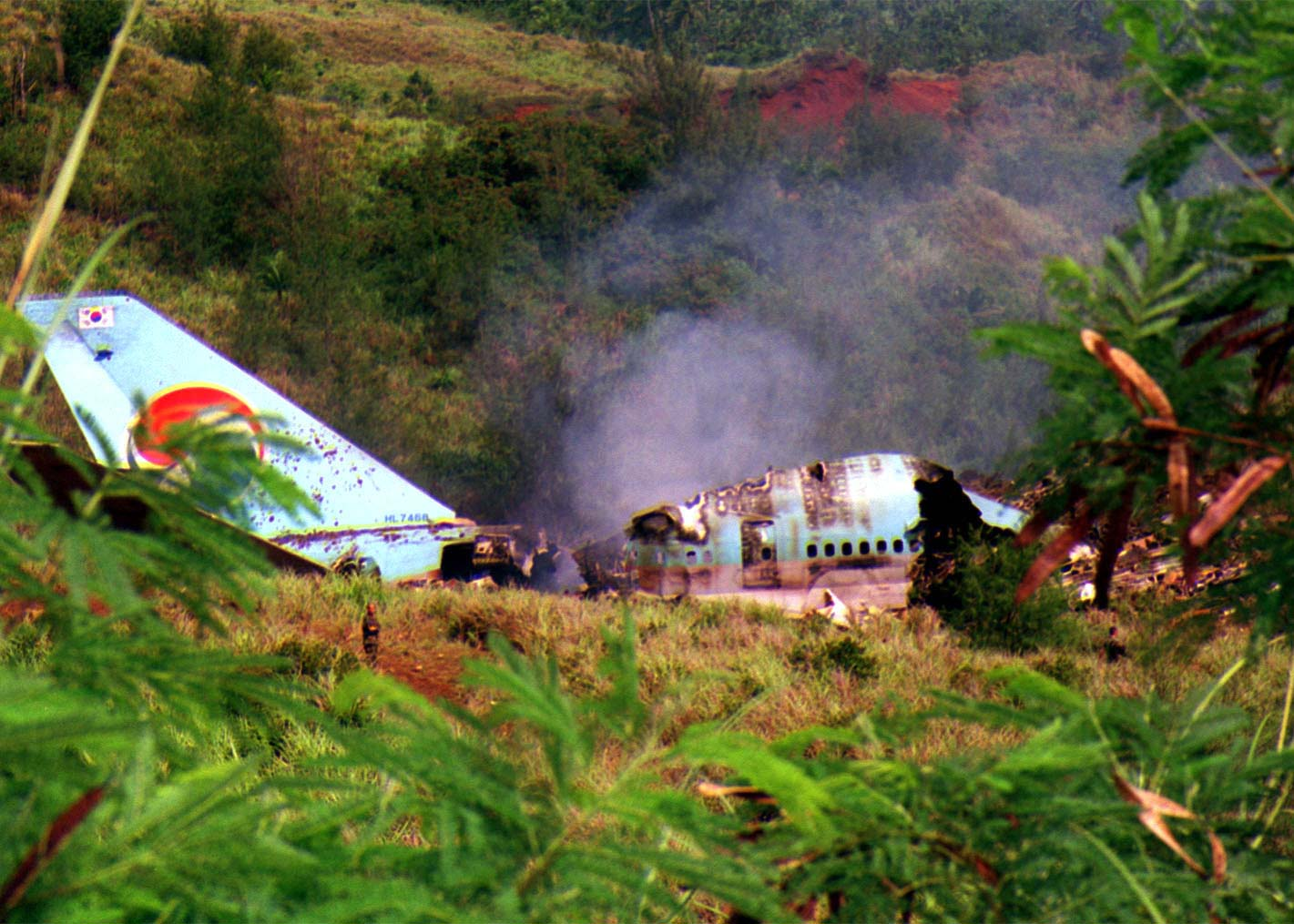
Restos del vuelo 801 de Korean Airlines en Guam (Oceanía)

- El vuelo 801 de Korean Air se estrelló en la ladera de una colina el 6 de agosto de 1997, mientras estaba realizando su maniobra de aproximación al Aeropuerto Internacional Antonio B. Won Pat, en la isla de Guam (Oceanía). Murieron casi todos a  bordo, solo salvándose 26 personas.

## Especificaciones

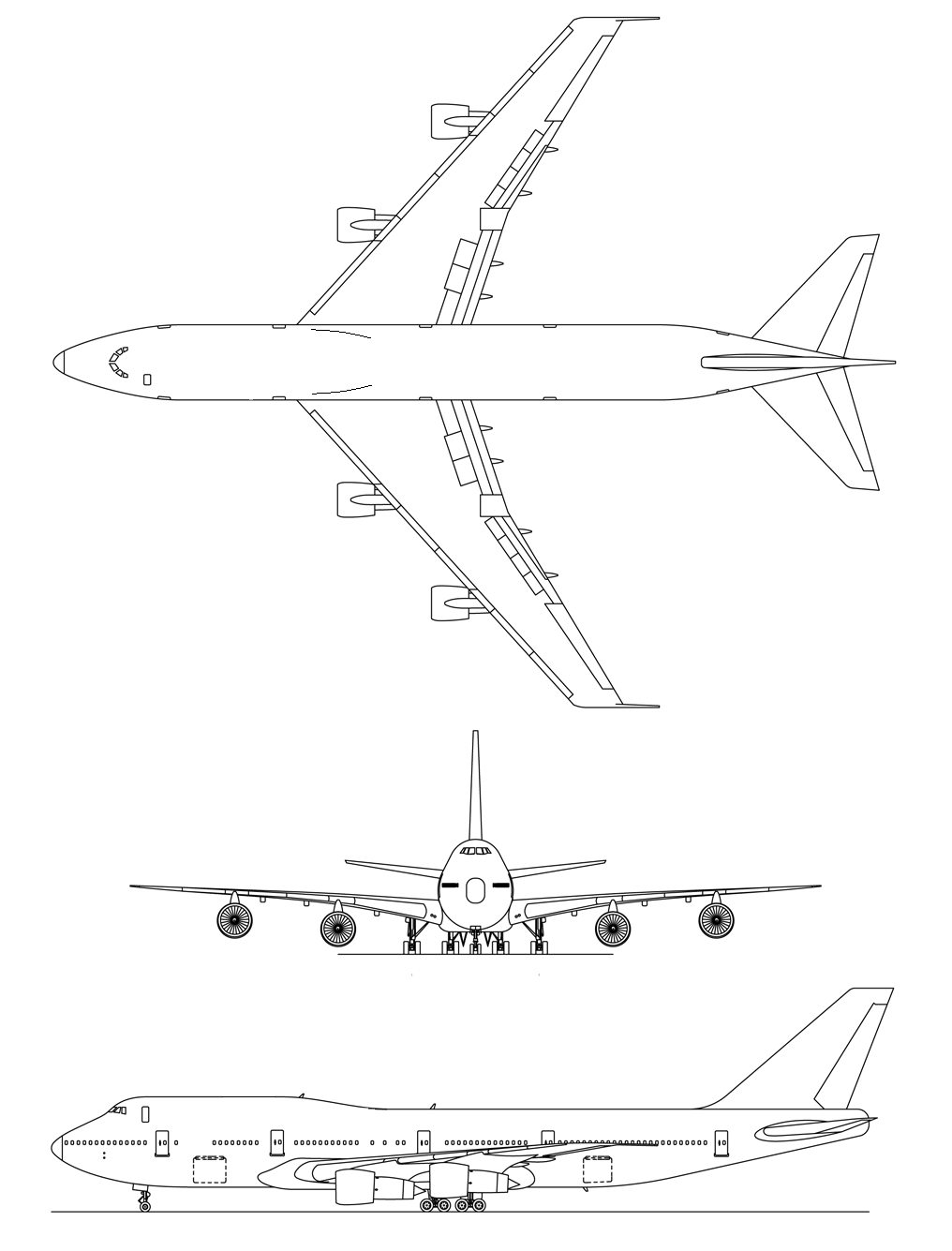
Geometría descriptiva del Boeing 747-300.

| Propiedad                             | Boeing 747-300                |
| ------------------------------------- | ----------------------------- |
| Capacidad normal                      | 525                           |
| Capacidad máxima                      | 660                           |
| Tripulación en cabina                 | 3                             |
| Longitud                              | 70,66 m                       |
| Envergadura                           | 59,64 m                       |
| Altura                                | 19,3 m                        |
| Peso vacío                            | 178.1 ton                     |
| Peso máximo de despegue               | 378 ton                       |
| Velocidad de crucero                  | Mach 0,84                     |
| Velocidad máxima                      | Mach 0,89                     |
| Carrera de despegue con peso máximo   | 3.320 m                       |
| Autonomía con peso máximo al despegue | 12.400 km                     |
| Máxima capacidad de combustible       | 199.160 litros                |
| Motorización                          | PW JT9D/GE CF6/ RR RB211      |
| Empuje por motor                      | PW 244 kN GE 247 kN RR 236 kN |

## Entregas
| Modelo de aeronave    | Número de entregas |
| --------------------- | ------------------ |
| Boeing 747-300        | 56                 |
| Boeing 747-300M       | 21                 |
| Boeing 747-300SR      | 4                  |
| Total de entregas: 81 |                    |

### Desarrollos relacionados
- Boeing 747-400

### Aeronaves similares
- Airbus A380
- Boeing 777
- Airbus A340
- McDonnell Douglas DC-10